# Шивера (ЗАТО Железногорск)
Шивера — деревня в городском округе ЗАТО Железногорск Красноярского края России.

## География
Деревня находится на левом берегу реки Енисей, напротив посёлка Тартат, на расстоянии 8 км северо-западу от города Железногорск, административного центра округа.

## Население
| 1989 | 2002 | 2010 |
| ---- | ---- | ---- |
| 367  | ↗438 | ↘275 |

## Улицы
| - ул. Верхняя, - ул. Заречная, - ул. Зелёная, | - ул. Новая, - ул. Солнечная, - ул. Центральная. |

## Транспорт
До деревни ходит[откуда?] междугородний автобус № 522.